# Elección para regente de Brasil de 1835
La Elección para regente de Brasil de 1835 tuvo lugar el 7 de abril de 1835 siendo realizada para escoger al Regente de Brasil que, tal como lo señalaba el Acto Adicional de 1834, sería único. Según la ley N° 16, del 12 de agosto de 1934, el regente sería elegido indirectamente mas no por la Asamblea General sino por los mismos electores de comarca que escogían a los diputados.  Los electores de la freguesía escogían a los electores compromisarios quienes, a su vez, elegían a los electores de la parroquia quienes elegían a los electores de la comarca. El total de electores de comarca en esa elección fue de 6,000.

## Resultados
Los más votados fueron miembros del partido moderado. Diogo Feijó ganó por una diferencia de 575 votos tras imponerse en las provincias de Río Grande del Sur, São Paulo, Minas Gerais, Espírito Santo y Ceará. 
| Elección para Regente de Brasil de 1835 | Elección para Regente de Brasil de 1835 | Elección para Regente de Brasil de 1835 | Elección para Regente de Brasil de 1835 | Elección para Regente de Brasil de 1835 |
| Candidato a Regente                     | Partido                                 | Votos                                   | Porcentage                              |                                         |
| --------------------------------------- | --------------------------------------- | --------------------------------------- | --------------------------------------- | --------------------------------------- |
| Diogo Feijó                             | Partido Moderado                        | 2826                                    | 47,09                                   |                                         |
| Antonio Cavalcanti de Albuquerque       | Partido Moderado                        | 2251                                    | 37,51                                   |                                         |
| José da Costa Carvalho                  |                                         | 847                                     | 14,11                                   |                                         |
| Pedro de Araújo Lima                    |                                         | 760                                     | 12,66                                   |                                         |
| Francisco de Lima e Silva               |                                         | 629                                     | 10,48                                   |                                         |
| Manuel de Carvalho Pais de Andrade      |                                         | 605                                     | 10,08                                   |                                         |
| Bernardo Pereira de Vasconcelos         |                                         | 595                                     | 9,91                                    |                                         |
| Total de votos                          | Total de votos                          | 6000                                    | 100                                     |                                         |